# Adolf Hämmerle
Adolf Hämmerle  (* 20. März  1881 in Lustenau; † 16. Mai 1971 in Dornbirn) war ein österreichischer Politiker (CS) und Stickereifabrikant. Er war von 1923 bis 1931 Abgeordneter zum Vorarlberger Landtag und von 1936 bis 1938 Mitglied der Vorarlberger Landesregierung.

## Ausbildung und Beruf
Nach dem Besuch der Volksschule war Hämmerle ab 1894 als Handfädler an der Handstickmaschine des Lehrers Konrad Hämmerle beschäftigt, 1895 wurde er Laufbursche in der Ferggerei von Rupert Hofer. Danach arbeitete er zwischen 1896 und 1902 im Ferggereibetrieb von Agnes Fischer in Wolfurt und war im Anschluss zwischen 1902 und 1905 beim Militär. Er absolvierte die Rekrutenausbildung beim 4. Regiment der Tiroler Kaiserjäger in Salzburg, arbeitete danach als Ausbilder und führte zwei Jahre hindurch die Offiziersmesse. Nach seinem Ausscheiden aus dem Militär arbeitete er 1905 bei der St. Galler Firma J. Einstein und sieben Monate später bei der Firma Reichenbach & Co in St. Gallen. 1906 gründete er seinen eigenen Ferggereibetrieb im Haus seiner Eltern, 1910 beteiligte er sich an der Gründung der Klöppelfabrik Hefel & Co in Schwarzach. Er verbrachte die Jahre des Ersten Weltkriegs zwischen 1914 und 1918 im Kriegsdienst und wagte 1918 einen Neuanfang in der Stickereibranche. Er war in der Folge von 1927 bis 1938 Eigentümer der Ersten Österreichischen Filmdruckerei, wobei ihm jedoch 1940 die Gewerbekonzession von den Nationalsozialisten entzogen wurde. 1945 konnte sein Betrieb die Arbeit wieder aufnehmen.

## Politik und Funktionen
Hämmerle war Mitglied der Christlichsozialen Partei und vertrat seine Partei von 1919 bis 1933 Im Gemeinderat von Lustenau. Zwischen 1924 und 1929 hatte er zudem das Amt des Vizebürgermeisters inne. Er gehörte vom 6. November 1923 bis zum 3. Dezember 1931 dem Vorarlberger Landtag an und fungierte in der Vorarlberger Landesregierung während der Zeit des Austrofaschismus vom 1. Februar 1936 bis zum 12. März 1938 als Landesrat für Gewerbeanlagen, Arbeitslosenfürsorge und Zollwesen. Von den Nationalsozialisten wurde er deshalb am 4. September 1938 in Wien verhaftet und bis April 1940 im KZ Buchenwald inhaftiert.
Hämmerle war Mitglied bzw. Ehrenmitglied zahlreicher Musik-, Gesangs- und Sportvereine, der Schützengilde, der Feuerwehr und des Kirchenrates. Er war zudem Mitglied beim Verband der Vorarlberger Stickereiindustrie, Mitglied des Aufsichtsrates der VKW,
Beisitzer in Gewerbeangelegenheiten beim Bezirksgericht Dornbirn und Ausschussmitglied der Vorarlberger Verlagsanstalt Dornbirn.

## Privates
Hämmerle heiratete am 3. Februar 1913 in Lustenau Karolina Ritter und blieb zeit seines Lebens kinderlos.

## Auszeichnungen
- Silbernes Verdienstkreuz des Kaiserjäger-Regimentes Nr. 4
- 1955: Silbernes Ehrenzeichen für Verdienste um die Republik Österreich
- 1957: Julius-Raab-Ehrenmedaille
- 1958: Ritter des Ordens vom Heiligen Papst Silvester[1]